# Santa Fé (São Tomé)
Santa Fé é uma aldeia de São Tomé e Príncipe, localiza-se no distrito de Mé-Zóchi, ilha de São Tomé, próxima às localidades de Benfica e de Santa Clara.